# Prins Somsanith Vongkot Rattana
Prins Somsanith Vongkot Rattana (Ban Vathat, 19 april 1913) is een Laotiaans politicus. Hij is de achter- achter- achterkleinzoon van koning Inta Som van het koninkrijk Luang Prabang. Zijn vader is prins Vongkot Rattana. Hij volgde zijn opleiding aan de school voor rechten en administratie in de stad Luang Prabang in Laos.

## Carrière
Hij werkte als een ambtenaar vanaf 1935 en was burgemeester (Chao Muang) van Vientiane van 1942 tot 1945. In 1945 was hij minister van binnenlandse zaken. Van 1946 tot 1949 werd hij verbannen naar Thailand. Tijdens zijn ballinschap zat hij in de Lao Issara regering in ballingschap. Hij kwam terug en werd minister van financiën in 1949. 
- Van 1950 tot 1952 was hij het kabinetshoofd van het ministerie van justitie.
- Van 1954 tot 1957 was hij de directeur generaal van de politie.
- Van 1957 tot 1959 was hij staatssecretaris van binnenlandse zaken en van 1959 tot 1960 was hij ook de minister van binnenlandse zaken.
- Van 3 juni tot 15 augustus 1960 was hij de minister-president van Laos.
- Van 1961 tot 1963 was hij de president van de nationale assemblee.

Hij bekleedde nog diverse andere politieke functies en hierna werd hij vanaf 1973 tot zijn dood in 1975 lid van de adviesraad van koning Savang Vatthana.

## Familieleven
Prins Somsanith trouwde als eerste met prinses (Sadu Chao Nying) Kambuyi (Kham-Phiu), zij stierf in Vientiane in 1943 en was de oudste dochter van de onderkoning van Laos. Hierna trouwde hij met prinses (Sadu Chao Nying) Gamuni (Khamon). Hij stierf in 1975 en had voor zover bekend 5 zonen en 3 dochters:
- Prins (Sadu Chao Jaya) Nidravuni Somsanitra (Nithavone Somsanith) (zoon van prinses Gamuni).
- Prins (Sadu Chao Jaya) Nidraraja Somsanitra (Nitharath Somsanith) (zoon van prinses Gamuni).
- Prins (Sadu Chao Jaya) Nidrasana Somsanitra (Nithasan Somsanith)
- Prins (Sadu Chao Jaya) Nidramara Somsanitra (Nithaman Somsanith)
- Prins (Sadu Chao Jaya) Nidrakanga Somsanitra (Nitthakhong Somsanith). Geboren in 1958 leeft in ballingschap in Frankrijk.
- Prinses (Sadu Chao Nying) Nidravuni (Nithavone) (dochter van prinses Gamuni). Getrouwd met prins Prince (Sadet Chao Jaya) Subandhabangsa Rangsri (Souphanthabong Rangsi)
- Prinses (Sadu Chao Nying) Nidraravara (Nitharavon)
- Prinses (Sadu Chao Nying) Nidrakanya (Nithakhan)